# Michael Wahl
Michael Wahl (* 1980) ist ein deutscher Blindensportler und Gesundheitsökonom.

## Biographie

### Sportlicher Werdegang
Michael Wahl hatte von Geburt an nur fünf Prozent Sehvermögen. Als er 18 Jahre alt war, löste sich bei ihm die Netzhaut ab, so dass ihm nur ein Prozent Sehvermögen blieb.
Zunächst betrieb Wahl beim PSV Köln Blindenfußball. 2017 wechselte er zum Blindentennis, weil es ihm beim Fußball zu „rabiat“ wurde. Er trainierte am Kölner Trainingsstandort des „Tennis für Alle“-Projektes der Gold-Kraemer-Stiftung in der Tennishalle Weiden. 2019 wurde er in Löhne deutscher Meister, nachdem er dort im Jahr zuvor bei den ersten deutschen Blindentennis-Meisterschaften Vize-Meister geworden war. 2020 wurde er als Mitglied des Vereins SV Zehlendorfer Wespen erneut deutscher Meister.

### Berufliches
Wahl studierte Germanistik, Philosophie und Politik an der Universität zu Köln. Nebenher arbeitete er als Kellner im Kölner Dunkelrestaurant Unsicht-Bar. Er hat einen Magister-Abschluss in Gesundheitsökonomie und ist Sachverständiger für barrierefreies Bauen. Wahl war als Referatsleiter im Ministerium für Soziales, Arbeit, Gesundheit und Demografie des Landes Rheinland-Pfalz in Mainz tätig (Stand 2019). Als solcher war er unter anderem Leiter des Focal Points für die UN-Behindertenrechtskonvention in Rheinland-Pfalz, Berater der Aktion Mensch zur Kampagne „Barrierefreie Bundestagswahl“ und Mitglied im Expertenbeirat der Bundesfachstelle für Barrierefreiheit. Er verfasste Kolumnen für das Magazin der Süddeutschen Zeitung.
Michael Wahl wohnte in Köln (Stand 2019). Mittlerweile (2020) lebt er in Berlin und ist dort als Leiter der Überwachungsstelle des Bundes für Barrierefreiheit von Informationstechnik tätig.